# ماریو لوپز
ماریو لوپز (انگلیسی: Mario Lopez؛ زادهٔ ۱۰ اکتبر ۱۹۷۳) یک هنرپیشه اهل ایالات متحده آمریکا است. وی از سال ۱۹۸۴ میلادی تاکنون مشغول فعالیت بوده‌است.
او در فیلم گروه رفقا بازی کرده‌است.